# Freddie Jackson
Pour les articles homonymes, voir Jackson.
Freddie Jackson (né le 2 octobre 1958 (ou 1956,) à New York) est un chanteur américain de R&B. Il est l'auteur de nombreux singles à succès dont Rock Me Tonight ou You Are My Lady. Avant de faire une carrière solo, Freddie Jackson était le chanteur du groupe funk Mystic Merlin.

## Albums studio
| Année                                                   | Album                    | Classement dans les Charts | Classement dans les Charts | Classement dans les Charts | U.S. certifications | Record label |
| Année                                                   | Album                    | US                         | US R&B                     | UK                         | U.S. certifications | Record label |
| ------------------------------------------------------- | ------------------------ | -------------------------- | -------------------------- | -------------------------- | ------------------- | ------------ |
| 1985                                                    | Rock Me Tonight          | 10                         | 1                          | 27                         | Platinum            | Capitol      |
| 1986                                                    | Just Like the First Time | 23                         | 1                          | 30                         | Platinum            | Capitol      |
| 1988                                                    | Don't Let Love Slip Away | 48                         | 1                          | 24                         | Gold                | Capitol      |
| 1990                                                    | Do Me Again              | 59                         | 1                          | 48                         | Gold                | Capitol      |
| 1992                                                    | Time For Love            | 83                         | 7                          | —                          | —                   | Capitol      |
| 1994                                                    | Here It Is               | 66                         | 11                         | —                          | —                   | RCA          |
| 1995                                                    | Private Party            | 187                        | 28                         | —                          | —                   | RCA          |
| 1999                                                    | Life After 30            | —                          | 81                         | —                          | —                   | Orpheus      |
| 2004                                                    | It's Your Move           | —                          | 45                         | —                          | —                   | Orpheus      |
| 2005                                                    | Personal Reflections     | —                          | —                          | —                          | —                   | Orpheus      |
| 2006                                                    | Transitions              | —                          | 26                         | —                          | —                   | Orpheus      |
| 2010                                                    | For You                  | —                          | —                          | —                          | —                   | Orpheus      |
| "—" signifie que l'album n'a pas été classé ou certifié |                          |                            |                            |                            |                     |              |

## Singles
| Year                                          | Single                                                 | Chart positions | Chart positions | Chart positions | Chart positions | Album                    |
| Year                                          | Single                                                 | US              | US R&B          | US A/C          | UK              | Album                    |
| --------------------------------------------- | ------------------------------------------------------ | --------------- | --------------- | --------------- | --------------- | ------------------------ |
| 1985                                          | Rock Me Tonight (For Old Times Sake)                   | 18              | 1               | —               | 18              | Rock Me Tonight          |
| 1985                                          | You Are My Lady                                        | 12              | 1               | 3               | 49              | Rock Me Tonight          |
| 1985                                          | She's Not a Sleaze (avec Paul Laurence & Lillo Thomas) | —               | 50              | —               | —               | Haven't You Heard        |
| 1985                                          | He'll Never Love You (Like I Do)                       | 25              | 8               | 28              | 81              | Rock Me Tonight          |
| 1986                                          | Love Is Just a Touch Away                              | —               | 9               | —               | —               | Rock Me Tonight          |
| 1986                                          | A Little Bit More (avec Melba Moore)                   | —               | 1               | —               | 96              | Just Like the First Time |
| 1986                                          | Tasty Love                                             | 41              | 1               | —               | 73              | Just Like the First Time |
| 1986                                          | Have You Ever Loved Somebody                           | 69              | 1               | —               | 33              | Just Like the First Time |
| 1987                                          | I Don't Want to Lose Your Love                         | —               | 2               | —               | —               | Just Like the First Time |
| 1987                                          | Jam Tonight                                            | 32              | 1               | —               | 81              | Just Like the First Time |
| 1987                                          | Look Around                                            | —               | 69              | —               | —               | Just Like the First Time |
| 1988                                          | Nice 'N' Slow                                          | 61              | 1               | —               | 56              | Don't Let Love Slip Away |
| 1988                                          | Hey Lover                                              | —               | 1               | —               | —               | Don't Let Love Slip Away |
| 1989                                          | You and I Got a Thang                                  | —               | 5               | —               | —               | Don't Let Love Slip Away |
| 1989                                          | Crazy (For Me)                                         | —               | 17              | —               | 41              | Don't Let Love Slip Away |
| 1989                                          | I Do (avec Natalie Cole)                               | —               | 7               | 15              | —               | Good to Be Back          |
| 1990                                          | All Over You                                           | —               | 4               | —               | —               | Do Me Again              |
| 1990                                          | Love Me Down                                           | —               | 1               | —               | 95              | Do Me Again              |
| 1991                                          | Do Me Again                                            | —               | 1               | —               | —               | Do Me Again              |
| 1991                                          | Main Course                                            | —               | 2               | —               | —               | Do Me Again              |
| 1991                                          | Second Time for Love                                   | —               | 81              | —               | —               | Do Me Again              |
| 1992                                          | I Could Use a Little Love (Right Now)                  | —               | 2               | —               | —               | Time for Love            |
| 1992                                          | Can I Touch You                                        | —               | 30              | —               | —               | Time for Love            |
| 1993                                          | Me and Mrs. Jones                                      | —               | 32              | —               | 32              | Time for Love            |
| 1993                                          | Make Love Easy                                         | —               | 22              | —               | 70              | Here It Is               |
| 1994                                          | Was It Something(avec Shanice Wilson)                  | —               | 60              | —               | —               | Here It Is               |
| 1994                                          | Come Home II U (avec Gerald Levert)                    | —               | 94              | —               | —               | Here It Is               |
| 1995                                          | Rub Up Against You                                     | —               | 25              | —               | —               | Private Party            |
| 1995                                          | (I Want To) Thank You                                  | —               | 63              | —               | —               | Private Party            |
| 1999                                          | Do You Wanna (avec Shawn Waters)                       | —               | 77              | —               | —               | Life After 30            |
| 2005                                          | Back Together Again (avec Meli'sa Morgan)              | —               | 46              | —               | —               | I Remember               |
| 2006                                          | Until the End of Time                                  | —               | 44              | —               | —               | Transitions              |
| 2007                                          | More Than Friends                                      | —               | 65              | —               | —               | Transitions              |
| 2010                                          | I Don't Wanna Go                                       | —               | 73              | 17              | —               | For You                  |
| 2014                                          | Love & Satisfaction                                    | —               | —               | —               | —               | Love & Satisfaction      |
| 2017                                          | One Night                                              | —               | —               | —               | —               | Love Signals             |
| "—" signifie que le single n'a pas été classé |                                                        |                 |                 |                 |                 |                          |